# Budstikka (lied)
Budstikka is een Noorse legermars, die in het verleden werd gebruikt door het Norske Legion, een Noorse militaire eenheid die vocht aan Duitse zijde in de Tweede Wereldoorlog en deel uitmaakte van de Waffen-SS (de militaire tak van de Schutzstaffel). Het lied werd in 1940, ten tijde van de oprichting van het Norske Legion, geschreven door Haakon Foss, en Willy Johansen gecomponeerde de melodie. De titel Budstikka betekent "boodschap", naar het eerste woord van het lied.

De vlag van het Viken Bataillon, 1941. Viken bataljon (Viking-bataljon) verwijst naar een eenheid van het Noorse Legioen, dat deel uitmaakte van de Waffen-SS.

## Tekst
| Noors | Nederlands |
| --- | --- |
| Budstikka gikk fra mann til mann.Kjemp for ditt kjære fedreland.Stans ikke før du bolsjevismen har slått.Kampens banner er rødt, hvitt og blått.          | De boodschap ging van man tot man. Vecht voor je geliefde vaderland. Stop niet voordat het bolsjewisme is verslagen. De vlag van de strijd is rood, wit en blauw.                                             |
| Her kommer gutta i Den norske Legion,fremad på marsj mot målet.Marsjen går lett, for det er Viken bataljon.Vi har viljer så hårde som stålet.             | Hier komen de jongens van het Noorse Legioen, vooruit marcheren ze naar het doel. De mars is gemakkelijk, omdat het het Viking-bataljon is. Wij hebben een wil zo hard als staal.                             |
| Til kamp mot den fare som truer fra øst,mot den pest som vil herje vårt land,går vi syngende fram og gir hjemmene trøst.Vi har korstogets glød alle mann. | Om te vechten tegen het gevaar dat vanuit het oosten dreigt, tegen de plaag die ons land zal verwoesten, gaan wij zingend voort en geven troost aan de mensen. We hebben allemaal de glans van de kruistocht. |
| Her kommer gutta i den Norske Legion.Beredt til å verne vårt fedreland.                                                                                   | Hier komen de jongens van het Noorse Legioen. Bereid om ons vaderland te beschermen. |